# Жозеф Бонапарта
Жозеф Наполеон Бонапарта (фр. Joseph-Napoleon Bonaparte; Портици, 7. јануар 1768 — Рим, 28. јул 1844) је био краљ Напуља и краљ Шпаније, Наполеонов старији брат. Наполеон га је прогласио краљем Напуља (1806—1808), а краљем Шпаније од 6. јула 1808. Био је номинално краљ Шпаније до 11. децембра 1813, али фактички се вратио у Француску 13. јуна 1812.
Жозеф Бонапарта је рођен као Ђузепе Наполеон Бонапарта. Био је адвокат, политичар и дипломата. За време Директоријума био је члан Савета 500 и био је француски амбасадор у Риму 1797. 1800. је представник републике у САД. У граду Линевилу 2. фебруара 1801. потписао је мир између Француске (за Наполеона) и Аустрије. Дворац Виландри је француска револуционарна власт одузела ранијим власницима, а Наполеон је дворац дао Жозефу. Жозеф је 30. марта 1806. преузео најпре војну команду над Напуљском краљевином, а мало касније постао је краљ Напуља.
Жоашен Мира је 1808. постао краљ Напуља, а Жозеф је постао 28. маја 1808. краљ Шпаније. Током владања Шпанијом укинуо је шпанску инквизицију, делом и зато што је Наполеон био у свађи са папом. Покушао је да постане популаран у Шпанији, али је то било безуспешно. Великим делом због страног порекла и подршке, а и због чланства у масонима. Осим тога веома мало је учио шпански. Говорио је јако лоше шпански. Током његове власти Венецуела је 1810. прогласила независност. Венецуела је била прва држава која је прогласила независност од Шпаније. Током рата за независност Шпаније (1807—1814) номинално је командовао француском војском у Шпанији, а у ствари су команданти консултовали о свему Наполеона. Стално је био угрожен претњама атентата.
Абдицирао је после битке код Виторије 1813. и вратио се у Француску. Године 1814. заповеда одбраном Париза. После битке код Ватерлоа склања се у Америку. Наполеонове присталице су га сматрале законитим наследником после смрти Наполеоновог сина Наполеона II Бонапарте 1832. Он сам није одлучно полагао право на царство. 1841. преселио се у Италију. Умро је у Фиренци 1844.